# Spilios Zacharopoulos
Spilios Zacharopoulos (griechisch Σπήλιος Ζαχαρόπουλος, * 2. Februar 1950 in Sidirokastro) ist ein ehemaliger griechischer Leichtathlet, der sich auf den Mittelstreckenlauf spezialisiert hat. Seinen größten Erfolg feierte er mit dem Gewinn der Silbermedaille über 1500 Meter bei den Halleneuropameisterschaften 1972 in Grenoble.

## Sportliche Laufbahn
Erste internationale Erfahrungen sammelte Spilios Zacharopoulos vermutlich im Jahr 1971, als er bei den Halleneuropameisterschaften in Sofia mit 3:53,3 min in der Vorrunde im 1500-Meter-Lauf ausschied. Im Jahr darauf gewann er bei den Halleneuropameisterschaften in Grenoble in 3:46,08 min die Silbermedaille hinter dem Franzosen Jacky Boxberger und im August gewann er bei den Balkanspielen in Izmir in 3:40,9 min die Bronzemedaille hinter dem Rumänen Petre Lupan und Miodrag Vukomanović aus Jugoslawien. Zudem gewann er im 5000-Meter-Lauf in 14:04,2 min die Silbermedaille hinter dem Jugoslawen Dane Korica. Anschließend nahm er an den Olympischen Sommerspielen in München teil und schied dort mit 3:43,5 min im Halbfinale aus. 1973 gewann er bei den Balkanspielen in Piräus in 3:45,80 min die Bronzemedaille über 1500 Meter hinter dem Jugoslawen Miodrag Vukomanović und Petre Lupan aus Rumänien und sicherte sich über 5000 Meter in 14:15,2 min die Bronzemedaille hinter Dane Korica aus Jugoslawien und dem Rumänen Lupan. 1975 belegte er bei den Mittelmeerspielen in Algier in 3:44,7 min den vierten Platz über 1500 Meter und im Jahr darauf belegte er bei den Halleneuropameisterschaften in München in 8:05,2 min den sechsten Platz im 3000-Meter-Lauf. Im Sommer nahm er über 1500 Meter erneut an den Olympischen Sommerspielen in Montreal teil und schied dort mit 3:45,12 min im Semifinale aus. 1977 gewann er bei den Balkanspielen in Ankara in 14:15,9 min die Bronzemedaille über 5000 Meter hinter dem Rumänen Paul Copu und seinem Landsmann Fotis Kourtis.
In den Jahren von 1970 bis 1972 sowie 1978 wurde Zacharopoulos griechischer Meister im 1500-Meter-Lauf sowie 1972 und 1976 und 1978 und 1979 über 5000 Meter. Zudem wurde er 1974 Landesmeister im 3000-Meter-Hindernislauf.

## Persönliche Bestleistungen
- 800 Meter: 1:48,0 min, 28. Juni 1972 in Athen
- 1500 Meter: 3:40,2 min, 27. Juni 1972 in Athen
  - 1500 Meter (Halle): 3:46,08 min, 12. März 1972 in Grenoble
  - 3000 Meter (Halle): 8:00,8 min, 8. Februar 1976 in Warschau
- 5000 Meter: 13:48,78 min, 3. Juni 1976 in Bratislava
- 3000 m Hindernis: 8:39,6 min, 28. Juni 1975 in Athen